# Dil csáhta hai
A Dil csáhta hai (hindi: दिल चाहता है, urdu: دل چاہتا ہے; a cím jelentése: „a szív vágyódik”) egy 2001-es bollywoodi film; rendezte: Farhan Akhtar. A film gazdag városi fiatalokról szól.

## 2002 Filmfare Awards
A filmet 13 kategóriában jelölték Filmfare díjra; ebből ezeket kapta meg:

### Díjak
- Filmfare díj a legjobb mellékszereplőnek – Akshaye Khanna.
- Filmfare díj a legjobb komikusnak – Szaif Ali Hán
- Filmfare kritikusok díja a legjobb filmnek – Farhan Akhtar.
- Filmfare díj a legjobb forgatókönyvért – Farhan Akhtar.
- Filmfare díj a legjobb koreográfusnak – Farah Khan.
- Filmfare díj a legjobb vágásért – A. Sreekar Prasad.
- Filmfare RD Burman díj a fiatal zenei tehetségnek – Shankar, Ehsaan, Loy.[1]

### Jelölések
- Filmfare díj a legjobb színésznek – Ámir Hán.
- Filmfare díj a legjobb filmnek – Farhan Akhtar.
- Filmfare díj a legjobb rendezőnek – Farhan Akhtar.
- Filmfare díj a legjobb zenei rendezőnek – Shankar, Ehsaan, Loy.
- Filmfare díj a legjobb férfi filmzene-énekesnek – Shaan, "Koi Kahe Kehta Rahe".
- Filmfare díj a legjobb női filmzene-énekesnek – Alka Yagnik, "Jaane Kyon".

## Szereplők
| szereplő     | színész           |
| ------------ | ----------------- |
| Akash        | Ámir Hán          |
| Sameer       | Szaif Ali Hán     |
| Siddharth    | Akshaye Khanna    |
| Shalini      | Príti Zinta       |
| Pooja        | Sonali Kulkarni   |
| Tara Jaiswal | Dimple Kapadia    |
| Deepa        | Samantha Treymane |
| Rohit        | Ayub Khan         |
| Mahesh       | Rajat Kapoor      |